# Crime en col blanc

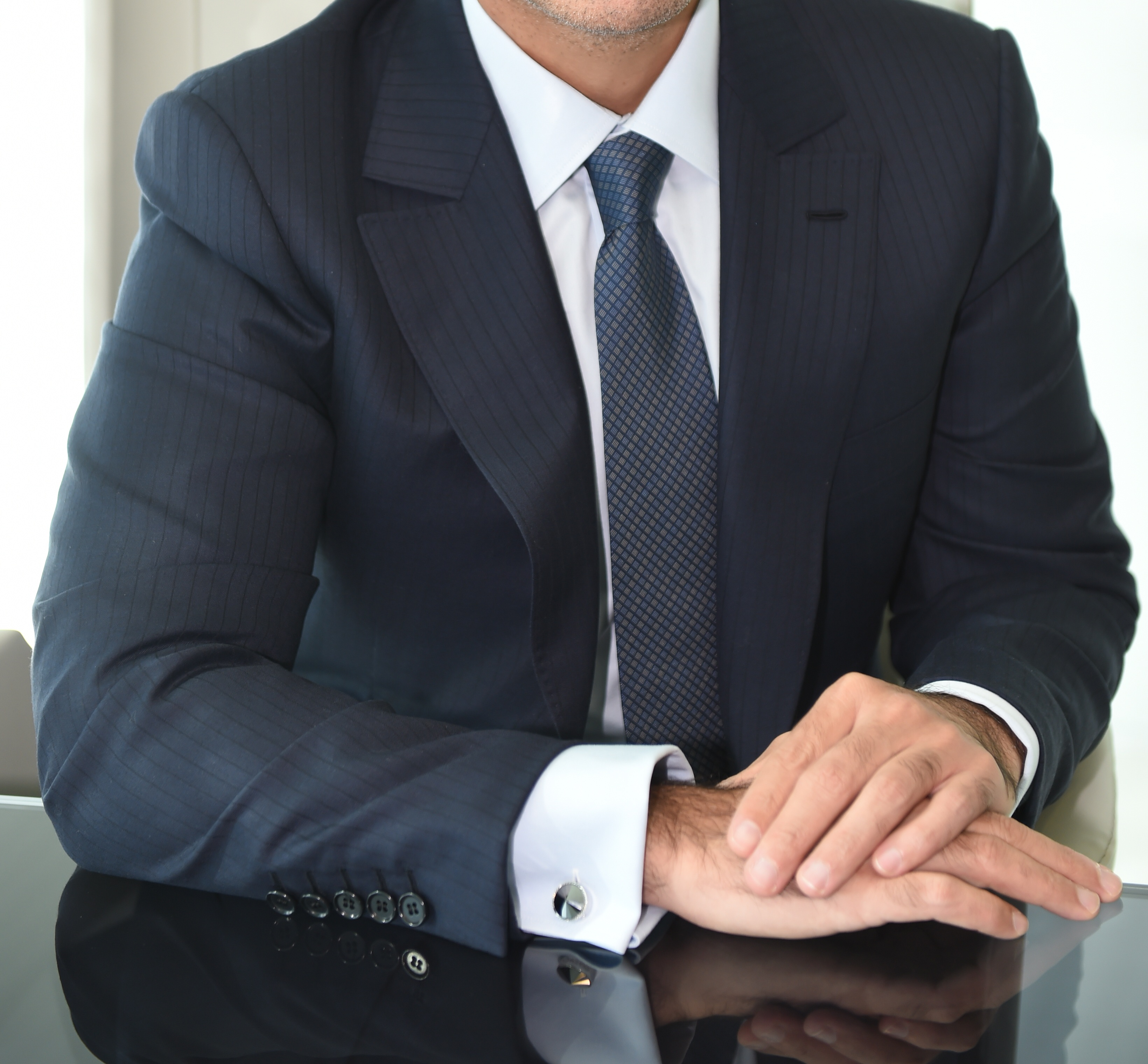
Un col blanc.

Le crime en col blanc est une catégorie de criminalité financière introduite par Edwin Sutherland en 1939 dans la langue anglaise (white-collar crime), qu'il définit comme « un crime commis par une personne respectable et de haut rang social dans le cadre de sa fonction ». Le terme est ensuite traduit en français par « crime en col blanc » (par métonymie, pour désigner le col des travailleurs du secteur des services, le col bleu étant celui des travailleurs manuels).
La chercheuse Maria Eugenia Trombini remarque qu'au Brésil, les conceptions morales des juges et des avocats condamnent de manière plus sévère les fonctionnaires qui acceptent les pot-de-vins que les hommes d'affaires qui les leur versent.